# 藤森淳一
藤森 淳一（ふじもり じゅんいち（Junichi Fujimori）1963年11月28日 - ）は、日本のレコーディング・エンジニア、音楽プロデューサー、ボイストレーナー。アワーソングスクリエイティブ～株式会社タフカンパニー代表。内閣府認定非営利団体日本ボイストレーニング協会理事。北海道旭川市生まれ。

## 来歴
レコーディング・エンジニアとして、SPEED、The gardens、deeps、とんねるず、光GENJI、西田ひかる、speena、GO-BANG'S、田原俊彦、少年隊、近藤真彦、shela、the PeteBest、永作博美等の作品に参加。プロデューサーとしての活動に、C.C.ガールズ、カボチャパンツ等がある。
2004年よりボイストレーナーとして、プロの歌手や役者から、認知症予防の高齢者までを横浜と東京でおこなう。3,000人以上にボイストレーニングをおこなう。そのほか、健康・認知症予防やビジネスに役立つ呼吸/発声法を、各地で教えている。
20年以上にわたりプロの歌手のレコーディングをおこない、総売り上げ枚数1,000万枚以上。アーチストから「J ジェイ」と呼ばれていた。スタジオに犬を連れてくることでも有名。
1987年より1995年までカーレースに参加（FJ-1600、RJ、RS、FC-45、F-A（フォーミュラーアトランテック/ロングビーチGPアメリカ）)。FC-45の車は、光GENJIのアルバムジャケット (VICTORY) にも使われている。
第34回かわさき起業家賞を受賞。

## 経歴
- 1982年 - 株式会社ミキサーズラボ入社。
- 1991年 - 有限会社ドックリンクカンパニー設立。
- 1998年 - 株式会社アワーソングスクリエイティブ（ケイダッシュグループ）設立と同時に参加。
- 2000年 - 個人的にアーチストや引退したアスリートのボイストレーニングを始める。
- 2004年 - 神奈川県横浜市と東京都港区麻布十番を拠点として、ボイストレーニングを主にした株式会社タフカンパニーを設立。

## レコーディング参加 作品
全作品の１部

○スペシャル ボーイ フレンド /  GO-BNANGS //
コード：S9A1002
発売日：1989/04/21
○Mask/  少年隊 //
コード：WPCL172
発売日：1990/06/30
○be-yourself /  カルロストシキ＆オメガトライブ  //
コード：WPCL238
発売日：1991/02/21
○グレイティスト ビーナス(あいにきてI NEED YOU 等)/  GO-BNANGS //
コード：PCCA-00042
発売日：1990/03/03
○TOKYO BEAT /  田原俊彦  //
コード：D29A1012
発売日：1989/07/31
○BLUE WATER (ATLANTIC WIRE)/  柳ジョージ //
コード：B00B99ZW54
発売日：1991/2/25
○ガラガラヘビがやってくる /  TUNNELS  //
コード：PCDA-00279
発売日：1992/01/24
○３才からのとんねるず /  とんねるず  //
コード：PCCA-00367
発売日：1992/05/05
○TRY AGAIN /  黒沢光義  //
コード：TODT-2446
発売日：1989/11/01
○がむしゃら /  TUNNELS（とんねるず）  //
コード：PCCA-00381
発売日：1992/07/24
○なまでこ /  コニーちゃん  //
コード：PCDG-00078
発売日：1995/11/01
○SARIO 4 /  貴島サリオ  //
コード：PCCA-00805
発売日：1995/09/21
○LUCKY POINT／ ribbon  //
コード：PCCA-00067
発売日：1990/05/30
○あのコによろしく／ ribbon  //
コード：PCDA-00097
発売日：1990/07/25
○星に願いを／ 松浦有希  //
コード：PLCP-20
発売日：1990/10/21
○Virgin Snow／ ribbon  //
コード：PCDA-00124
発売日：1990/11/14
○ワンダフルでいこう!!／ ribbon  //
コード：PCCA-00223
発売日：1991/01/23
○詩小説(シナリリック)／ 田山真美子  //
コード：CSCL-1635
発売日：1991/02/21
○楽天使／ 楽天使  //
コード：CSCL-1086
発売日：1990/01/01
○絆／ 中條かな子  //
コード：PCDA-00272
発売日：1992/01/21
○サイレント・サマー／ ribbon  //
コード：PCDA-00206
発売日：1991/06/26
○Jessica／ ribbon  //
コード：PCCA-00288
発売日：1991/07/17
○それは言わない約束／ ribbon  //
コード：PCDA-00249
発売日：1991/11/13
○Delicious／ ribbon  //
コード：PCCA-00321
発売日：1991/11/21
○Deep Breath／ ribbon  //
コード：PCDA-00276
発売日：1992/02/21
○R753／ ribbon  //
コード：PCCA-353
発売日：1992/03/18
○KNIGHT／ ribbon  //
コード：PCCA-00382
発売日：1992/07/17
○ポケベルが鳴らなくて// 国武 万里// コード：MEDP-11002発売日：1993/07/21
○WITHOUT YOU /  永作博美  //
コード：PCDA-00528
発売日：1994/01/21
○この空にkissしたい／ 岩坂士京  //
コード：KIDS-266
発売日：1996/02/16
○JUST DO It！／ L.L BROTHERS  //
コード：WPCL-567
発売日：1991/12/10
○SPEEDY AGE／ 光GENJI  //
コード：PCCA-00434
発売日：1993/03/03
○WELCOME／ 光GENJI  //
コード：PCCA-00477
発売日：1993/09/15
○HEART'N HEARTS／ 光GENJI  //
コード：PCCA-00551
発売日：1994/03/02
○FOREVER YOURS／ 光GENJI  //
コード：PCCA-00614
発売日：1994/07/21
○RA・KU・GA・KI/  諸星和己  //
コード：PCCA-00637
発売日：1994/09/21
○Bye-Bye／ 光GENJI SUPER 5  //
コード：PCDA-00690
発売日：1995/08/02
○THE SPECTATOR／ 姫野真也 //
コード：FHCF-2221
発売日：1995/03/25
○レディ レボリューション／ クリプトン  //
コード：TRIADCOCA12413
発売日：1995/02/20
○きっと会いたくなるでしょう／ 森口博子  //
コード：KICS-584
発売日：1996/09/21
○ROAD／ V6<20th Century>  //
コード：AVCD-11588
発売日：1997/09/10
○White Love／ SPEED  //
コード：TFDC-28074
発売日：1997/10/15
○ダンダン娘／ 西田ひかる  //
コード：PCDA-01002
発売日：1997/10/17
○Love is Real／ deeps  //
コード：PIDL-7001
発売日：1997/11/26
○START／ PEEK-A-LABEL  //
コード：PCDA-01030
発売日：1998/01/21
○ハピネス／ deeps  //
コード：PIDL-7002
発売日：1998/02/04
○V6 SUPER HEROES／  V6  //
コード：AVCD-11625
発売日：1998/02/11 ( Can do!  Can go! )
○my graduation／ SPEED  //
コード：TFDC-28078
発売日：1998/02/18
○軌跡／ 森口博子  //
コード：KICS-665
発売日：1998/02/21
○RISE／ SPEED  //
コード：TFCC-88118
発売日：1998/04/29
○君がいるから・・／ 西脇唯  //
コード：WPD6-9175
発売日：1998/05/20
○LOVING YOU／ deeps  //
コード：PIDL-7006
発売日：1998/05/27
○最後の恋／ 大本友子  //
コード：PCDA-1077
発売日：1998/06/17
○ALIVE／  SPEED  //
コード：TFDC-28087
発売日：1998/07/01
○Family /  the PeteBest  //
コード：PCCA-01163
発売日：1998/02/04
○yui／ 西脇唯  //
コード：WPC6-8431
発売日：1998/07/01
○Lovely!／ deeps  //
コード：PICL-7002
発売日：1998/07/08
○Jealousy／ deeps  //
コード：PIDL-7008
発売日：1998/08/05
○アンドロメディア／ オリジナルサウンドトラック  //
コード：TFCC-88126
発売日：1998/08/05
○a place in the sun／ 篠原涼子  //
コード：ESDB-3869
発売日：1998/10/01
○Love Scenes／ 大本友子  //
コード：PCCA-01235
発売日：1998/10/07
○ALL MY TRUE LOVE／ SPEED  //
コード：TFCC-87018
発売日：1998/10/28
○Maybe Love／ deeps  //
コード：PIDL-7010
発売日：1998/11/11
○Miss You～忘れないで～／ 八反安未果  //
コード：PCDA-01123
発売日：1998/11/18
○Wish／ deeps  //
コード：PICL-2000
発売日：1998/11/26
○MOMENT／ SPEED  //
コード：TFCC-88136
発売日：1998/12/16
○Brand-New Heaven／ deeps  //
コード：PIDL-7012
発売日：1999/01/13
○Precious Time／ SPEED  //
コード：TFDC-28096
発売日：1999/02/17
○Teen's Heaven - Single Collection／ deeps  //
コード：PICL-7004
発売日：1999/03/17
○パ★ラ★ダ★イ★ス／ deeps  //
コード：PIDL-7014
発売日：1999/04/21
○L×I×V×E／ オリジナルサウンドトラック  //
コード：TFCC-88140
発売日：1999/05/12
○Breakin' out to the morning／ SPEED  //
コード：TFCC-87031
発売日：1999/05/19
○SHOOTING STAR／ 八反安未果  //
コード：PCDA-01167
発売日：1999/05/26
○INORI／ HITOE'S 57 MOVE  //
コード：TFCC-87032
発売日：1999/06/30
○HEARTBREAK DIARY／ dps  //
コード：PICL-7501
発売日：1999/07/22
○AS TIME GOES BY／ hiro  //
コード：TFCC-87038
発売日：1999/08/18
○Autumn Breeze／ 八反安未果  //
コード：PCCA-01365
発売日：1999/09/01
○Brand-New Start／ y'z factory  //
コード：CODA-1784
発売日：1999/10/06
○Long Way Home／ SPEED  //
コード：TFCC-87046
発売日：1999/11/03
○Carry On my way／ SPEED  //
コード：TFCC-88142
発売日：1999/12/22
○Bright Daylight／ hiro  //
コード：TFCC-87050
発売日：2000/02/16
○Red Beat of My Life／ Eriko with Crunch  //
コード：TFCC-87054
発売日：2000/03/15
○SOURCE II ／ SOURCE // コード：PVCP-9416 発売日：2000/07/26
○COLORELESS／  shela  //
コード：AVCD-11933
発売日：2001/05/09
○HORIZON ／  The gardens  //
コード：TFCC-88156〜7
発売日：2000/03/15
参加作品一覧
https://www.discogs.com/ja/artist/600478-Junichi-Fujimori
```
⭐︎追加
```

```
・菊池桃子 - Tropic Of Capricorn 1984 Vap
```

```
・杉山清貴&オメガトライブ - Another Summer 1985  Vap
```

```
・小林明子 - Fall In Love1985 Fun House
```

```
・杉山清貴 - Beyond... 1986 Vap
```

```
・1986 Omega Tribe  -  Navigator   1986 Vap
```

```
・Carlos Toshiki & Omega Tribe (2) - Bad Girl   1989 Vap
```

```
・森口博子 - きっと会いたくなるでしょう  1996 King Records
```

　　　・Akiko  -  What Cha' Gonna Do For Me  1997 Bellissima Records